# Berthouville
Berthouville es una localidad y comuna francesa situada en la región de Normandía, departamento de Eure, en el distrito de Bernay y cantón de Brionne.

## Demografía
| 331 | 280 | 243 | 236 | 233 | 260 |
| Para los censos de 1962 a 1999 la población legal corresponde a la población sin duplicidades (Fuente: INSEE [Consultar]) |     |     |     |     |     |

## Historia

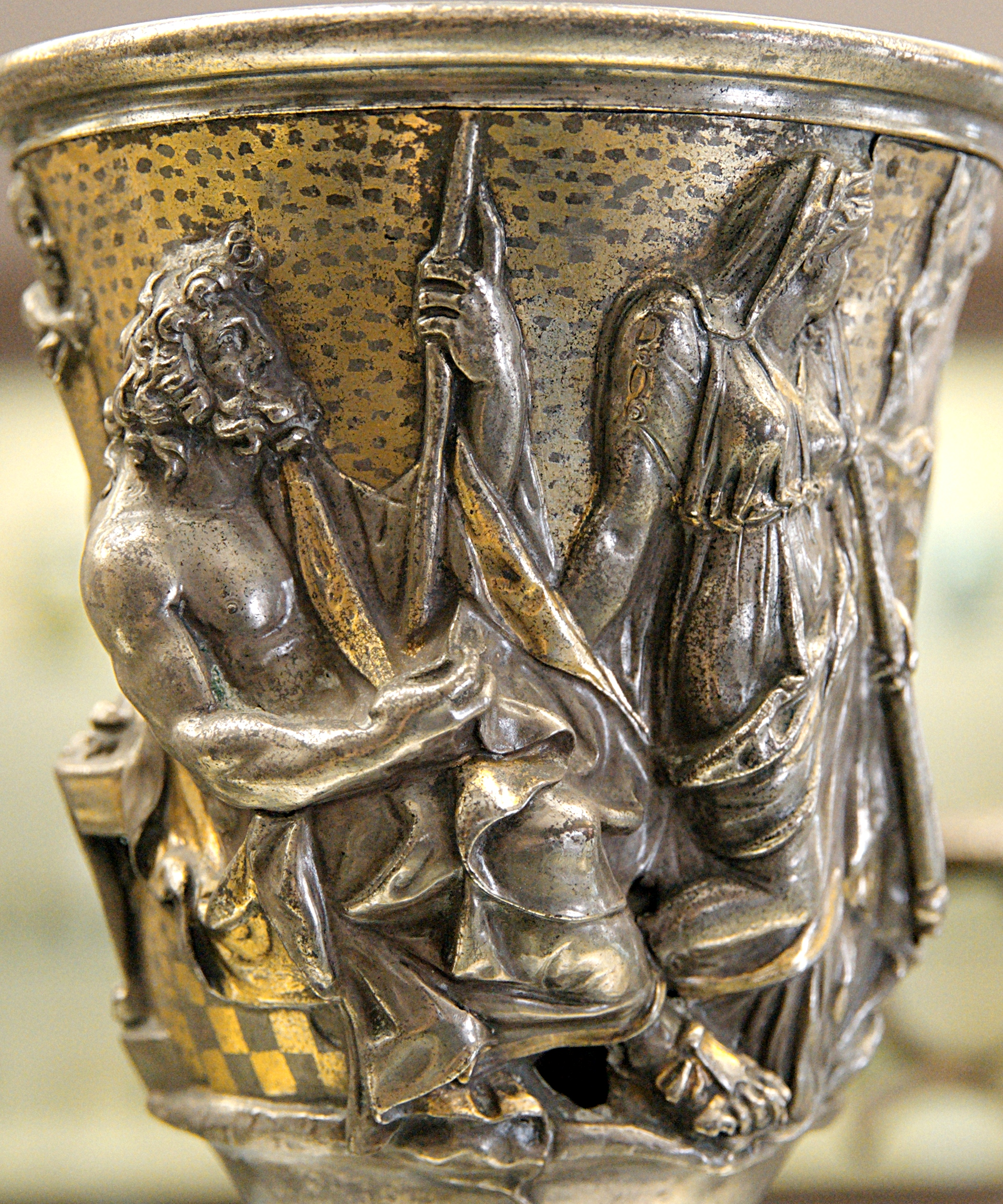
Vasija de plata procedente del Tesoro de Berthouville (mediados del siglo I a. C.) que representa a un dios, Zeus o Poseidón, con una diosa. Está dedicado a Mercurio por Quintus Domitius Tutus, probablemente un ciudadano romano.

En 1830 se encontró en la localidad, en el lugar donde se situaba un templo galo-romano, un excepcional «tesoro» de orfebrería. Sus piezas figuran entre las obras maestras del Cabinet des médailles de la Biblioteca Nacional de Francia. La primera descripción y estudios del tesoro fue realizada por el arqueólogo normando Auguste Le Prévost.